# Christen Schnor
Christen Schnor (1959 – 17. december 2008 på Jumeriah Carlton Tower Hotel i Knightsbridge) var en dansk bankmand og officer.
Schnor var uddannet i både Hjemmeværnet og i Hæren, men tog i 1988 orlov fra Forsvaret for at prøve kræfter med det civile liv. Han gjorde karriere i bank- og forsikringsverdenen, først i Winterthur Group og siden i HSBC, hvor han blev direktør for en stor afdeling, der tog sig af forsikringsdelen af virksomheden i Storbritannien, Tyrkiet, Mellemøsten og Malta.
I 2007 blev han oberstløjtnant af reserven. Schnor havde tætte forbindelser til det danske kongehus.
I december 2008 begik han selvmord på et hotel i London. Han efterlod sig hustru og 4 børn. Det var et af de mest omtalte selvmord blandt erhvervsledere i kølvandet på finanskrisen.